# Río Alhama (Río Fardes)

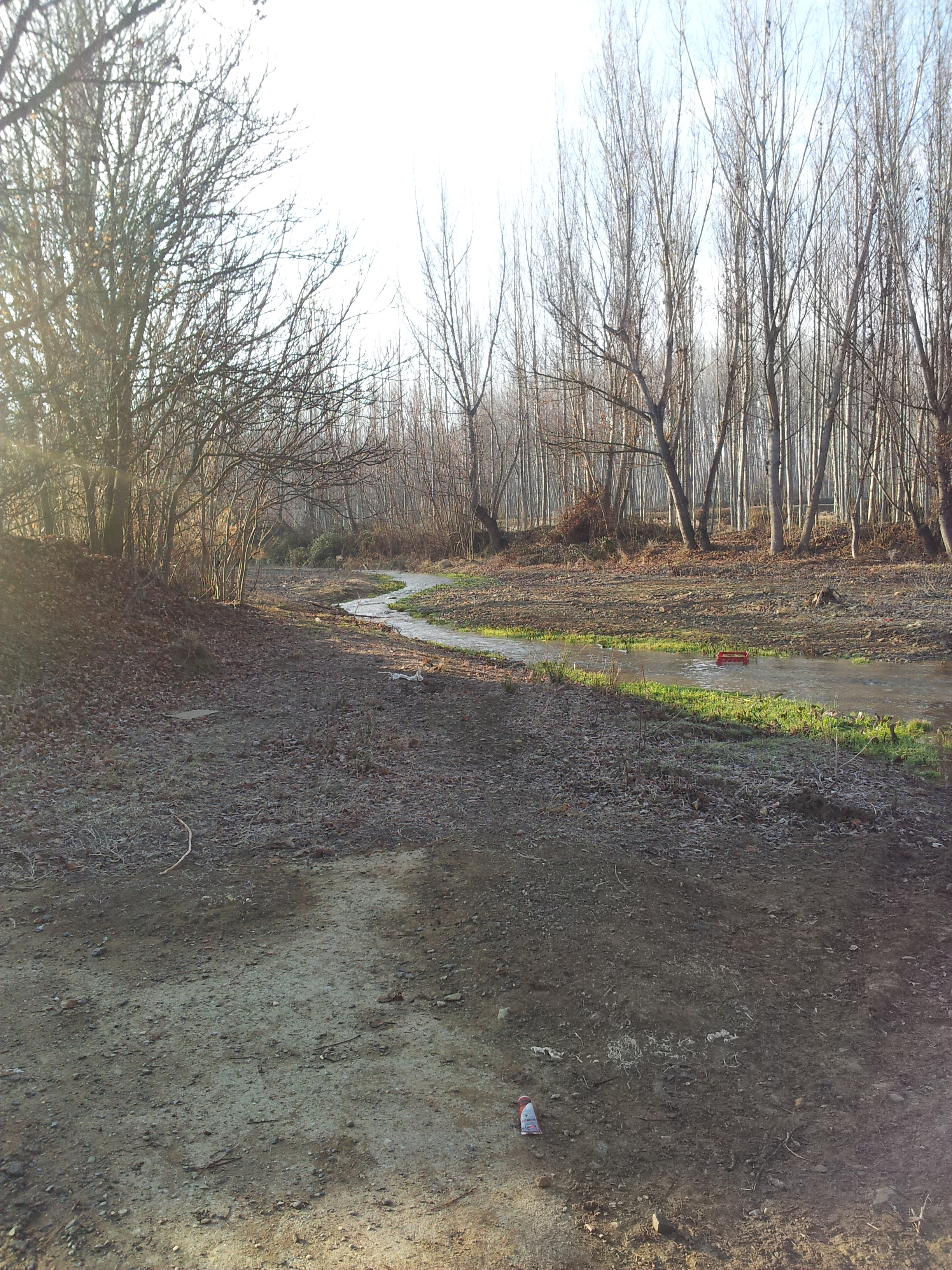
Fluss bei Prullena

Der Río Alhama ist ein Fluss in der Provinz Granada in Andalusien, Spanien.

## Verlauf
Der Río Alhama entspringt im Nationalpark Sierra Nevada. Er fließt nach ca. acht Kilometer westlich an Lugros vorbei. Nach elf Kilometer fließt er östlich von Polícar. Nach 14 Kilometer passiert er Beas de Guadix und nach 17 Kilometer Marchal. Etwa einen Kilometer vor der Mündung fließt er westlich an Purullena vorbei. Er mündet in der Nähe der A92 in den Río Fardes.